# Medančići
 Medančići   (olaszul: Medanzi) falu Horvátországban, Isztria megyében. Közigazgatásilag Barbanhoz tartozik.

## Fekvése
Az Isztria délkeleti részén, Pólától 35 km-re északkeletre, községközpontjáról 9 km-re északra, a Raša völgyétől nyugatra fekszik.

## Története
A falunak 1890-ben 44, 1910-ben 64 lakosa volt. Az első világháború után Olaszországhoz került. Az Isztria az 1943-as olasz kapituláció után szabadult meg az olasz uralomtól. A második világháború után Jugoszlávia, majd Jugoszlávia felbomlása után 1991-ben a független Horvátország része lett. 2011-ben a falunak 61 lakosa volt.

## Nevezetességei
- A falutól délre a temetőben áll Keresztelő Szent János tiszteletére szentelt temploma. Padozatában több jó állapotban megmaradt sírkő található.
- Szűz Mária tiszteletére szentelt plébániatemploma a 18. században épült. Egyhajós, négyszög alaprajzú épület, szentélyét a hajótól diadalív választja el. Oltárán Szűz Mária szobra látható.

## Lakosság
| Lakosság változása | Lakosság változása | Lakosság változása | Lakosság változása | Lakosság változása | Lakosság változása | Lakosság változása | Lakosság változása | Lakosság változása | Lakosság változása | Lakosság változása | Lakosság változása | Lakosság változása | Lakosság változása | Lakosság változása | Lakosság változása |
| ------------------ | ------------------ | ------------------ | ------------------ | ------------------ | ------------------ | ------------------ | ------------------ | ------------------ | ------------------ | ------------------ | ------------------ | ------------------ | ------------------ | ------------------ | ------------------ |
| 1857               | 1869               | 1880               | 1890               | 1900               | 1910               | 1921               | 1931               | 1948               | 1953               | 1961               | 1971               | 1981               | 1991               | 2001               | 2011               |
| 0                  | 0                  | 0                  | 44                 | 35                 | 64                 | 0                  | 0                  | 81                 | 79                 | 65                 | 57                 | 46                 | 26                 | 22                 | n. a.              |